# محمد بن أبي بكر الزهري
محمد بن أبي بكر الزهري الغرناطي جغرافي مسلم عاش في القرن العاشر الموافق لنصف الأول من القرن السادس الهجري وكان معاصرًا للإدريسي. اشتهر بكتابه كتاب الجغرافية. كان الزهري يستعين بمخطوطات جغرافيي الخليفة المأمون في بغداد توفي الزهري ما بين 1154 و1161.
ويعرف الزهري الجغرافية بأنها مفهوم واسع يتناول كل المعلومات الخاصة بالأرض وما عليها ومن عليها، وعلاقة الأرض بالكون. اهتم الزهري بالحاصلات الزراعية وجهات تصديرها، واهتم بعمران الأندلس ومدحها كثيرًا فقال: هي (أبرك بقاع الأرض وأكثرها نسلاً)، وذكر أن عدد القرى على نهر إشبيليا اثنا عشر ألف قرية. وقد وصف أكثر من باحث كتابة الزهري بأنها شعبية لا تستند إلى أساس علمي، بل اهتمت بما يبحث عنه أهل الأسواق من زروع وحاصلات وسلع تجارية كل ذلك ممزوج مع شيء من العجائب وخصوصًا فيما يتعلق بالهند.

## وصلات خارجية
- Climate zones of Al-Zuhri (Archived 2009-10-24). (Retrieved November 26, 2008.)